# Brandon Peterson
Compléments
Codename: Strykeforce
Uncanny X-Men
Brandon Peterson est un scénariste et dessinateur de comics américain né le 14 octobre 1969 dans le Wisconsin.

## Biographie
C'est un dessinateur de Marvel Comics, qu'il quittera pour Top Cow / Image Comics. Il réalise souvent les couvertures des comics.

## Publications
- Codename: Strykeforce
- Cyberforce avec David Finch & Marc Silvestri
- Uncanny X-Men
- Deathmate Black (Gen13) (Valiant Comics/ Image Comics
- La Panthère Noire
- Strange (comic book) (avec Joseph Michael Straczynski & Samm Barnes)
- Star Trek (comics) (DC Comics) (avec Joseph Michael Straczynski)
- The Astonishing X-Men 1-3
- Incredible Hulk Vol 2 #88-91 "Peace in Our Time" (World War Hulk)
- Machine Man
- Vulcan (X-Men)
- Newuniversal Shockfront 1-2 (Marvel Comics) avec Warren Ellis...
- Magneto Rex Vol 1. #1-3 (avec Joe Pruett & Matt Banning)
- Ultimate Hulk Annual Vol 1 #1
- Ultimate Vision Vol 1 1-2
- Secret Invasion: War of Kings
- X-Men: Divided We Stand Vol 1 1-2
- X-Men: Kingbreaker Vol 1 1-#3 (2009)

### Personnages créés
- Graydon Creed (avec Scott Lobdell)
- Arcanum (comics) (1996 Image Comics)
- Kleinstocks (avec Scott Lobdell)
- Mystic (CrossGen) avec Ron Marz